# Szverdlovszki törpe
A szverdlovszki törpe annak az állítólagos titkos szovjet katonai műveletnek a neve, amelynek keretében 1968 végén egy lezuhant UFO maradványait szállították el egy Szverdlovszk (ma Jekatyerinburg, Oroszország) melletti erdőből. Az esetre az 1990-es évek végén derült fény és az Associated Television International, a Range of Vision Productions, valamint a Red Star Films 1998-ban Roger Moore narrálásával dokumentumfilmet is készített belőle. A szenzációt jelentő eset igencsak a figyelem középpontjába került, mert az akcióról film is készült. Néhány filmtekercsen tisztán látható a lezuhant tárgy és állítólagos utasának maradványait is felboncolják egy másik felvételen.

## Az eset háttere
A roswelli ufószerencsétlenséghez hasonlóan a szverdlovszki törpe sztorija is tele van spekulációkkal és internetes portálokon, újságokban, valamint filmekben is különféle állítások láttak már ezidáig róla napvilágot. A filmtekercsekhez a dokumentumfilm amerikai készítői Venyiamin Verescsagin orosz író és kutató segítségével jutottak, aki Ufók a Szovjetunió területén c. könyvében dokumentálja a szverdlovszki esetet.
Korabeli újságcikkek szerint is 1968. november 28-án robbanást észleltek Szverdlovszk közelében, amelyről a hivatalos jelentés azt állította, hogy csupán egy helyi gazdasági létesítményben történt baleset gondatlanság miatt.
A levetített filmtekercseken látható a szovjet titkosszolgálat, a KGB címere, illetve orosz nyelven külön feltüntetve, hogy az anyag szupertitkos. A fellelt filmtekercseket egy behavazott erdős területen forgatták. A tekercsek tanúsága szerint két operatőr volt, az egyikük egy katonai teherautón utazott, a másikuk pedig már kinn volt a helyszínen és a roncsokat filmezte. A lezuhant tárgyhoz két katonai egységet vezényeltek ki tisztekkel és egy vélhetően KGB-ügynökkel. A filmen hang nem hallható, de mozdulatokból következtetni lehet, hogy az operatőr utasítást kap az ügynöktől a helyszín dokumentációjára.
A tárgy, amelyhez a katonák kiérkeztek egy tisztásnál volt, s közvetlenül az erdő szélén csapódott a földbe. Külsőre koronghoz hasonlítható, átmérője 5 méterre becsülhető, körülötte roncsdarabok hevertek. A felvétel végén még látható, hogy a katonák összeszedik a roncsokat, de a tárgy belsejéről és teljes alakjáról nem készült semmilyen más felvétel.
Egy másik felvételen az látható, hogy két férfiból és egy nőből álló kisebb orvoscsoport egy szerves test maradványait boncolja, pontosabban mintát vesz belőle, analizálja a belső és külső szerveket. A lefilmezett torzó rendelkezik az emberéhez hasonló mellkasi üreggel, illetve kézzel. Ennyi és néhány másik szövetdarab maradt meg belőle mindössze. A mellkas meglehetősen kicsi és szűk, a megmaradt jobb kar is igen vékony, hosszú ujjakkal bír. Külön érdekessége ennek a boncolásnak, hogy itt hallható a boncolást végző orvosok hangja, akik beszámolnak arról, hogy mit tapasztalnak a maradványokból kiemelt szöveteken, amely arra enged következtetni, hogy egy új élőlény fizikai tulajdonságait szemléltetik, miközben szovjet tisztek kísérik figyelemmel munkájukat.

## A film hitelességének kérdése
Mindenekelőtt az a kérdés merül fel, hogy mégis hogyan kerülhetett ki egy ilyen film, amennyiben szupertitkos KGB anyagról van szó és a képkockákon tényleg földönkívüli jármű látható-e. Verescsagin is elmondja a dokumentumfilmben, hogy az általa gyűjtött információk szerint a szovjetek először amerikai repülőgépnek, avagy lezuhant szovjet űrhajónak gondolták a tárgyat. Azonnal hangot is adtak sokan a kétkedéseiknek. A dokumentumfilm készítői néhány felszínes analízist végeztek szakértőkkel, így Paul Stonehill oroszkutatóval. Stonehill bár szkeptikus volt a film hitelességét illetően, de megerősítette, hogy a filmen látható katonai egyenruhák és más eszközök eredetinek tekinthetőek és a film minősége is azt mutatja, hogy az 1960-as években készült.
Magyarországon az RTL Klub Fókusz c. műsor számolt be elsőként a filmről, ahol a műsor készítői szintén megkérdeztek egy idősebb magyar szakértőt, aki szerint az sem elképzelhetetlen, hogy a talált tárgyat az amerikaiak dobták le szovjet területre. Amennyiben pedig a film hamisítvány lehet, amelynek lehetőségét az amerikai dokumentumfilm készítői sem vetik el, úgy akkor egy hibátlanul kivitelezett hamisítványról lehet szó, minthogy a KGB nagy átverésekről is hírhedt volt és ebben az esetben a szverdlovszki törpe propaganda célokat is szolgálhatott. Már a filmben felvetődött a kérdés, hogy a boncolást végző orvosok miért nem viselnek védőfelszerelést, ehelyett köpenyben, kesztyűben és egyetlen maszkban végzik el a műveletet, noha a felboncolt test ismeretlen eredetű, nem lehet tudni, hogy milyen veszélyforrásai lehetnek. Az effajta hanyagság viszont nem volt ismeretlen akkoriban a szovjet egészségügy területén, mert a csernobili szerencsétlenség idején is az áldozatok javarésze nem rendelkezett megfelelő védőfelszereléssel és köztudomású, hogy a reaktor kezelésénél is súlyos mulasztásokat követtek el sorra az évek alatt, ami végül elvezetett a katasztrófához.
A feketepiaci díler, akitől a filmeket beszerezték, nem tudta elmondani, hogy honnan jutott a tekercsekhez. A dokumentumfilm állítása szerint nem kizárt, hogy ilyen jellegű filmeket a Szovjetunió összeomlása utáni zűrzavarban csempészhették ki és pénzért eladták. Az 1990-es évek elején előkerült uráli-leletek olyan olvadt fémmaradványokat tartalmaztak, amelyekről a szakértők egyhangúlag kijelentették, hogy nem emberi fémmegmunkálás melléktermékei. Verescsagin maga is megjegyezte, megeshet az is, hogy a Szovjetunió területén több hajótörést szenvedett ufóra bukkanhattak, mint bárhol máshol a világon.
Bár a szverdlovszki törpéről szóló filmtekercsekről megosztottak a vélemények, összességében sokkal hitelesebbnek tűnnek, mint mondjuk olyan felvételek, mint a Santilli-film, melyet legtöbben rosszul sikerült hamisítványnak tekintenek. A szverdlovszki törpe alaposan felcsigázta az UFO-témák utáni érdeklődést és újabb vitákat indított el, a legendagyártást és pletykákat is beleértve. Ugyanakkor, ha a filmtekercsek valódik, még nem jelenti teljes bizonyossággal, hogy a földönkívüli repülőjármű járt volna szerencsétlenül az oroszországi erdőkben. 

## Külső hivatkozások
- KGB Secret UFO Files (imdb.com)
- Russia UFO crash and recovery, 1968 (ufoevidence.org)